# Narancsmellű trupiál
A narancsmellű rupiál (Icterus nigrogularis) a madarak osztályának verébalakúak (Passeriformes) rendjébe, azon belül a csirögefélék (Icteridae) családjába tartozó faj.

## Rendszerezése
A fajt Carl Wilhelm Hahn német zoológus írta le 1816-ban, a Xanthornus nembe Xanthornus nigrogularis néven.

## Alfajai
- Icterus nigrogularis curasoensis Ridgway, 1884
- Icterus nigrogularis helioeides A. H. Clark, 1902
- Icterus nigrogularis nigrogularis (Hahn, 1819)
- Icterus nigrogularis trinitatis Hartert, 1914[2]

## Előfordulása
Dél-Amerika északi részén, Aruba, Bonaire, Sint Eustatius és Saba, Brazília, Kolumbia, Curaçao, Francia Guyana, Grenada, Guyana, Sint Maarten, Suriname, Trinidad és Tobago, valamint Venezuela területén honos.
Természetes élőhelyei a szubtrópusi és trópusi lombhullató erdők és mangroveerdők, szavannák és cserjések, valamint ültetvények, vidéki kertek és városias környezet. Állandó, nem vonuló faj.

## Megjelenése
Testhossza 21 centiméter.

## Természetvédelmi helyzete
Az elterjedési területe rendkívül nagy, egyedszáma pedig stabil. A Természetvédelmi Világszövetség Vörös listáján nem fenyegetett fajként szerepel.